# Alchemilla bulgarica
Alchemilla bulgarica é uma espécie de rosácea do gênero Alchemilla, pertencente à família Rosaceae.